# Soisalo (ö i Norra Savolax, Kuopio)
Soisalo är en ö i Finland. Den ligger i sjön Kuttajärvi och i kommunen Kuopio i den ekonomiska regionen  Kuopio ekonomiska region  och landskapet Norra Savolax, i den centrala delen av landet, 300 km norr om huvudstaden Helsingfors. Öns area är 17,4 hektar och dess största längd är 0,9 kilometer i sydöst-nordvästlig riktning.